# Großlitzner
Großlitzner lub Großer Litzner – szczyt w paśmie Silvretta, w Alpach Retyckich. Leży na granicy między Szwajcarią (Gryzonia) i Austrią (Vorarlberg).
Pierwszego wejścia 12 września 1866 r. dokonali Jules Jacot, Christian Jann i A. Schlegel.
Na szczyt najłatwiej dostać się ze schroniska Saarbrücker Hütte (2538 m), leżącego po stronie austriackiej.